# Margaret Maltby
Margaret Maltby (1860 - 1944) est une physicienne américaine. 
Elle est la première femme diplômée de licence du Massachusetts Institute of Technology en 1891. Elle poursuit ses études en Allemagne pour y effectuer une thèse en physique à l'université de Göttingen, elle obtient le titre de docteure en 1895. Margaret Maltby devient enseignante dans plusieurs établissements aux Etats-Unis (Wellesley College, Lake Erie College et Barnard College) tout en exerçant la fonction de chercheuse au Physikalisch-Technische Reichsanstalt en Allemagne entre 1898 et 1899. En Allemagne elle effectue des mesures de conductivité dans les solutions très diluées et publie des articles scientifiques sur ce sujet.
Le cratère vénusien Maltby a été nommé en son honneur.

## Publications principales

### Sciences
- Methode zur Bestimmung grosser elektrolytischer Widerstande. Leipzig, Wilhelm Engelmann (1895) Thèse.
- "Methode zur Bestimmung der Periode electrischer Schwingungen," AnPhCh 61: 553 (1897).
- "Das elektrische Leitvermögen wässriger Lösungen von Alkali-Chloriden und Nitraten," in Wissenschaftliche Abhandlungen der Physikalisch-Technischen Reichsanstalt. Vol. 3: 156 (1900) with F. Kohlrausch.

### Éducation
- "A Few Points of Comparison between German and American Universities," PAColA 2ds. 62: 1 (1896).
- "The Relation of Physics and Chemistry to the College Science Courses," Columbia Quarterly 18: 56 (Dec. 1915).
- "History of Fellowships Awarded by the American Association of University Women, 1888-1929". New York: Columbia University Press, 1929.